# Ruttenia loxodontis
Ruttenia loxodontis är en tvåvingeart som beskrevs av Rodhain 1924. Ruttenia loxodontis ingår i släktet Ruttenia och familjen styngflugor.
Artens utbredningsområde är Kongo. Inga underarter finns listade i Catalogue of Life.